# Giovanni Aurispa
Giovanni Aurispa Piciunerio (eller Piciuneri), född juni/juli 1376 i Noto, Sicilien, död 25 maj 1459 i Ferrara, Italien, var en italiensk historiker känd som förespråkare av studier av grekisk litteratur i Italien.

## Biografi
Aurispa studerade vid universitetet i Bologna 1404-1410. Strax därefter, 1413-1414, hade han uppdrag som privatlärare för genuaköpmannen Racanellis söner bosatta på ön Chios i Grekland. Här lärde han sig grekiska och började samla skrifter av bland annat Sofokles och Euripides. Han fick också ett antal grekiska texter, bland annat ett verk av Thukydides, som han 1417 sålde till Niccolo Niccoli. Han återvände Italien 1414 och bosatte sig i Savona, där han försörjde sig genom att undervisa i grekiska och genom att sälja de verk han hade samlat i Grekland.
År 1418 besökte Aurispa Konstantinopel, där han stannade i några år för att fullända sina kunskaper om grekiska och söka efter manuskript. Han arbetade så hårt med detta att han kritiserades av den bysantinske kejsaren för att köpa alla de heliga böckerna i staden. Efter återkomsten från resan flyttade han till Florens där han tillträdde en tjänst vid den påvliga domstolen, som då var förlagd där, men flyttade till Rom följande år när domstolen flyttades dit. Det var där han undervisade en av sina mest berömda studenter, Lorenzo Valla, en senare känd klassisk forskare.
Den 15 december 1423 kom Aurispa till Venedig med den största och finaste samling av grekiska texter som nått väst innan de som infördes av Bessarion. Som svar på ett brev från den camaldolesiske priorn och forskaren St. Ambrose Traversari, säger han att han medförde 238 manuskript. Dessa omfattade allt av Platon, allt av Plotinos, allt av Proclus, mycket av Iamblichus, många av de grekiska poeterna, däribland Pindaros, och en stor del av grekisk historia, inklusive volymer av Procopius och Xenophon, som han hade fått av kejsaren. Även dikter av Callimachus och Oppian, Orphics verser och historiska verk av Dio Cassius, Diodorus Siculus och Arrian. De flesta av verken var dittills okända i västvärlden.
År 1424 flyttade Aurispa till Bologna, där han blev professor i grekiska vid universitetet, men detta var inte någon framgång. På uppmaning av Traversari, innehade han därför 1425-1427 istället den prestigefyllda platsen som ledare för grekiska studier i Florens. Detta säkerställde att hans samlingar kopierades brett bland humanisterna. Efter osämja lämnade han dock Florens i slutet av 1427 eller i början av 1428 och flyttade till Ferrara, där han på rekommendation av sin vän, den lärde Guarino i Verona, utsågs till handledare till Meliaduse d'Este, oäkta son till Niccolò III d'Este, markisen av Ferrara.
År 1433 följde han sin elev Meliaduse till rådet i Basel och gjorde en lång resa längs Rhen med besök i Mainz, Köln och Aachen, under vilken han upptäckte nya latinska skrifter. År 1438, då rådet överfördes till Ferrara, fick Aurispa påven Eugenius IV:s uppmärksamhet, som utsåg honom till apostolisk sekreterare, varför han flyttade till Rom. Han hade en liknande position under Nicolaus V.

## Eftermäle
Med tanke på hans långa liv och rykte, producerade Aurispa lite. Latinska översättningar av kommentaren av Hierocles om De gyllene verserna av Pythagoras (1474) och av Philisci Consolatoria ad Ciceronem från Dio Cassius (publicerad först 1510), och enligt Gesner, en översättning av verk av Arkimedes.
Aurispa rykte vilar på den omfattande samlingen av manuskript som kopierades och distribueras av honom, och hans ihärdiga ansträngningar för att återuppliva och främja studiet av forntida litteratur.